# Zichya alashanica
Zichya alashanica är en insektsart som beskrevs av Bei-bienko 1951. Zichya alashanica ingår i släktet Zichya och familjen vårtbitare. Inga underarter finns listade i Catalogue of Life.